# Třída Tegetthoff
Třída Tegetthoff (též známá jako třída Viribus Unitis) byla lodní třída dreadnoughtů rakousko-uherského námořnictva z období první světové války. Třída byla velkým kvalitativním skokem oproti předchozích predreadnoughtům třídy Radetzky. Celkem byly postaveny čtyři jednotky této třídy. Byly to jediné postavené dreadnoughty rakousko-uherského námořnictva a zároveň první dokončené bitevní lodě mající hlavní výzbroj v trojdělových věžích (jejich italský protějšek Dante Alighieri byl dříve rozestavěn, ale později dokončen). Ve službě byly v letech 1913–1918. V první světové války byly dvě jednotky potopeny – Szent István italským torpédovým člunem MAS a jeho sesterská loď Viribus Unitis italským řiditelným torpédem Mignatta.

## Stavba

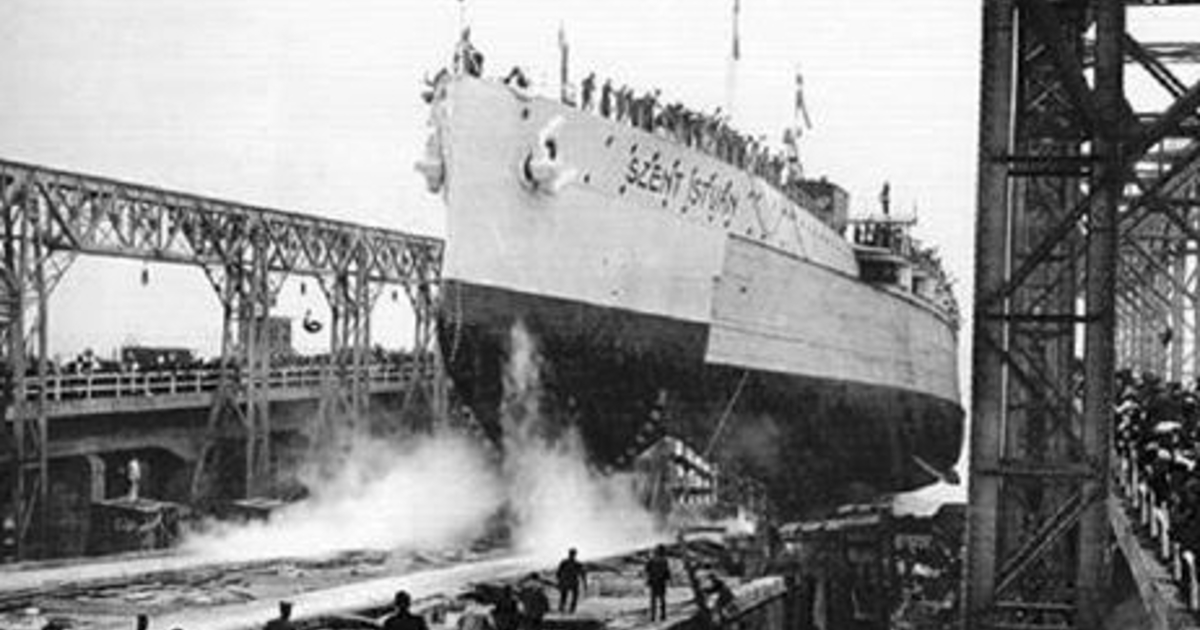
Szent István při spuštění na vodu. Trup postrádá boční pancíř.

Impuls k postavení této třídy dala Itálie, která jako tradiční rival rakouského mocnářství (ač spojenec Trojspolku) započala se stavbou moderních dreadnoughtů Dante Alighieri a následně též třídy Conte di Cavour, které nesly třídělové věže. Odpověď na sebe nenechala dlouho čekat. Velitel rakousko-uherského námořnictva viceadmirál Rudolf Montecuccoli v srpnu 1909 rozhodl bez souhlasu parlamentu o stavbě nových moderních dreadnoughtů. Parlament následně financování plavidel odmítl, což se změnilo až v březnu 1911.
Celkem byly objednány čtyři jednotky této třídy. První tři postavila loděnice Stabilimento Tecnico Triestino (STT) v Terstu. První byl dokončen SMS Tegetthoff, následovaný sesterskými loděmi SMS Viribus Unitis a SMS Prinz Eugen. Čtvrtý dreadnought SMS Szent István musel být z politických důvodů objednán v Uhersku a zakázku získala loděnice Danubius v Rijece. Zatímco STT zvládla stavbu lodí třídy Viribus Unitis za 26 měsíců, v případě Szent Istvánu se protáhla na tři roky. Na rozdíl od kvalitních a spolehlivých prvních tří jednotek byl Szen István postaven ve velice špatné kvalitě, měl nekvalitní pancéřování, trpěl řadou nedodělků a v době svého potopení dokonce ještě neměl ukončeny všechny zkoušky.
Jednotky třídy Teggethoff:
| Jméno              | Loděnice         | Založení kýlu     | Spuštěna           | Vstup do služby   | Stav |
| ------------------ | ---------------- | ----------------- | ------------------ | ----------------- | --- |
| SMS Tegetthoff     | STT, Terst       | 24. září 1910     | 21. března 1912    | 14. července 1913 | Po válce předán Itálii, sešrotován.                                                                                         |
| SMS Viribus Unitis | STT, Terst       | 24. července 1910 | 24. června 1911    | 5. prosince 1912  | Předán jihoslovanské Národní radě. Dne 1. listopadu 1918 v Pule potopena italskými potápěči s řiditelným torpédem Mignatta. |
| SMS Prinz Eugen    | STT, Terst       | 16. ledna 1912    | 30. listopadu 1912 | 8. července 1914  | Po válce předán Francii, potopen jako cvičný cíl.                                                                           |
| SMS Szent István   | Danubius, Rijeka | 29. ledna 1912    | 7. ledna 1914      | 17. listopad 1915 | Dne 10. června 1918 potopen italskými torpédovými čluny MAS.                                                                |

## Konstrukce

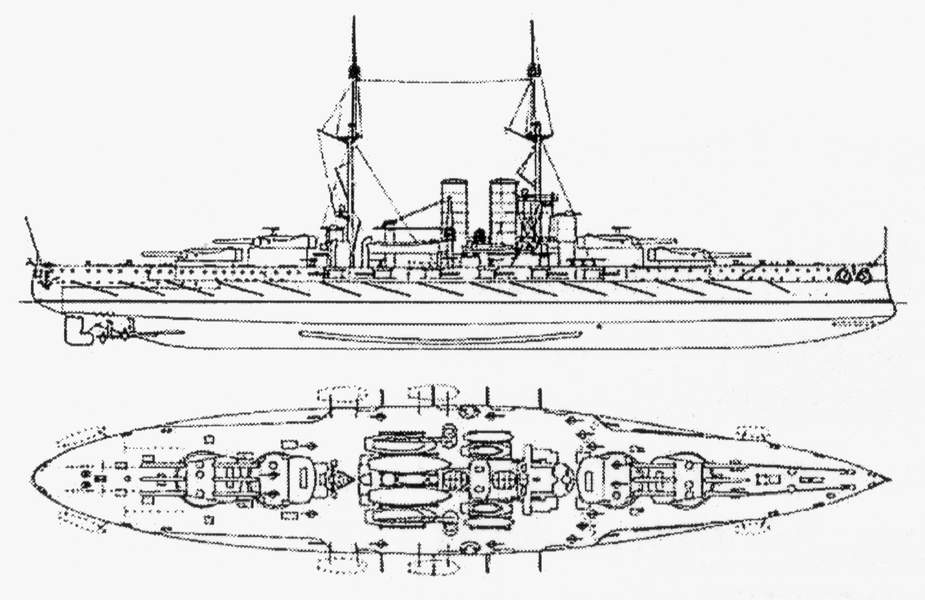
Nákres dreadnoughtu Viribus Unitis

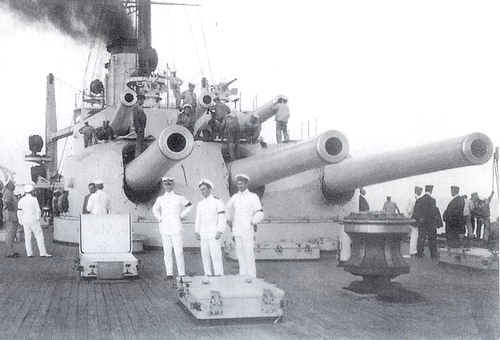
Dělové věže bitevní lodě Teggethoff

Schéma hlavních zbraní třídy Teggethoff

Jednalo se o elegantní plavidla, která měla sevřené nástavby, vysoké boky, komíny blízko sebe a čtyři symetricky umístěné dělové věže. Pancéřování prvních tří jednotek dodaly Vítkovické železárny. Základem pancéřování byl boční pancéřový pás o výšce 4,5–4,8 m a síle 150–280 mm, který kryl téměř celou délku lodi. Kasematy chránil 180mm pancíř, čela dělových věží a velitelskou věž chránil 280mm pancíř. Dvojice pancéřových palub měla sílu až 48 mm. Po celé délce trupu byla instalována protitorpédová obšívka.
Dělostřeleckou výzbroj vyrobila firma Škoda Plzeň. Hlavní výzbroj představovalo dvanáct 305mm kanónů umístěných ve čtyřech trojdělových věžích. Dělo mělo délku hlavně 45 ráží, úsťovou rychlost 800 m/s, hmotnost střely 450 kg, dostřel 20 km a kadenci dva výstřely za minutu. Sekundární výzbroj tvořilo dvanáct 150mm kanónů umístěných v bočních kasematách. Kanóny měly úsťovou rychlost 880 m/s, hmotnost střely 30,5 kg a dostřel 15 km. Vnější dělové věže se nacházely osm metrů nad čarou ponoru a vnitřní dokonce 12 metrů, což negativně ovlivnilo stabilitu lodí a vynutilo si vyztužení některých trupových přepážek. Palebné sektory kanónů primární i sekundární ráže byly velmi široké, avšak při střelbě se vyskytovaly problémy se stabilitou. Obranu proti útokům torpédovek zajišťovalo osmnáct 66mm kanónů s kadencí 20 výstřelů za minutu a hmotností střely 4,5 kg (za války bylo šest z nich sejmuto a nahrazeno čtyřmi protiletadlovými kanóny). Plavidla dále nesla čtyři pevné 533mm torpédomety, umístěné pod čarou ponoru (jeden na přídi, jeden na zádi a dva na bocích trupu).
Pohonný systém tvořilo dvanáct kotlů Yarrow a čtyři parní turbíny Parsons o výkonu 27 000 hp, pohánějící čtyři lodní šrouby. Nejvyšší rychlost dosahovala 20,3 uzlu. Dosah byl 4200 námořních mil při rychlosti 10 uzlů. Poslední jednotka Szent István měla dvanáct kotlů Babcock & Wilcox a čtyři turbíny AEG Curtis o výkonu 26 000 hp.

## Operační služba

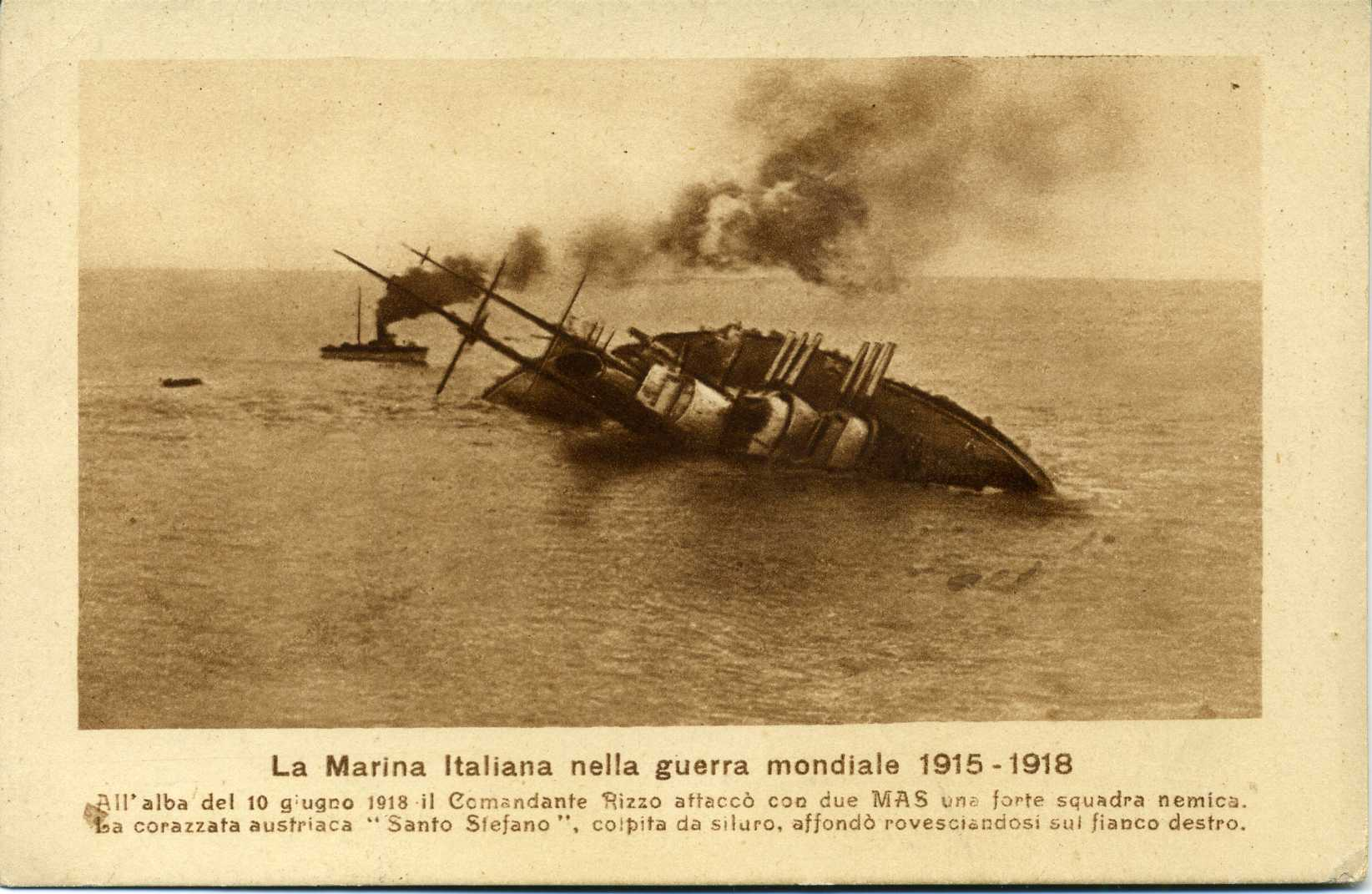
Italská pohlednice přibližně z roku 1920 zachycující Szent István krátce před potopením

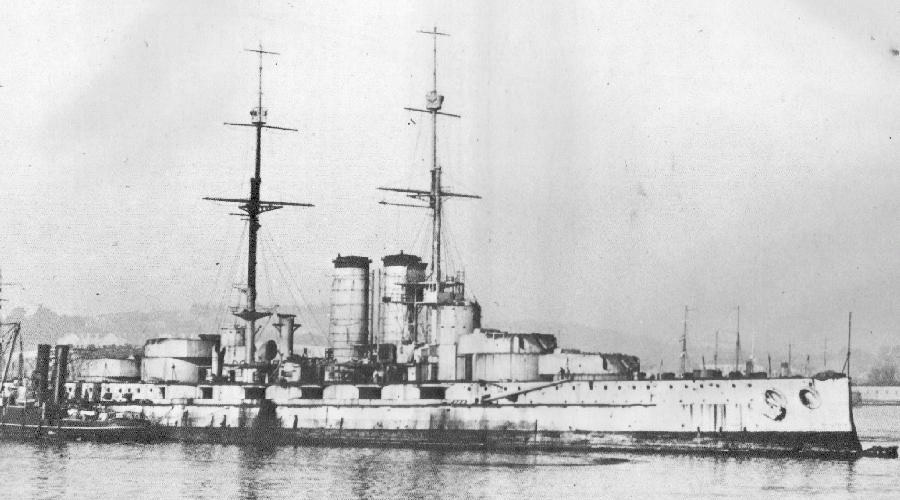
Francií převzatý Prinz Eugen před potopením jako cvičný cíl

Na jaře roku 1914 podnikly Tegetthoff a Viribus Unitis cvičnou plavbu východním Středomořím.
Když byl po sarajevském atentátu zavražděn František Ferdinand d'Este a jeho choť Žofie, převezla jachta Dalmat jejich ostatky z Metkovice do Neretvy, odkud je do Terstu přepravil dreadnought Viribus Unitis.
Za první světové války třída Tegetthoff představovala nejmodernější a nejsilnější plavidla rakousko-uherského námořnictva. Rakousko-uhersko se po vypuknutí konfliktu spoléhalo na Itálii, že do války vstoupí po jejich boku. Jaderské moře není nijak rozlehlé a kdyby váhající Itálie vstoupila do války na straně Trojdohody, rakousko-uherské námořnictvo by bylo osamoceno proti italskému, francouzskému a britskému námořnictvu. To se nakonec stalo a jelikož rakousko-uherské těžké jednotky nemohly tuto přesilu porazit v klasické bitvě, jejich nejcennější jednotky zůstaly po většinu času ukryty na základnách. Iniciativu převzaly rakousko-uherské křižníky, torpédoborce a ponorky, které podnikaly výpady do Jaderského moře. Bitevní lodě jako jádro loďstva zůstávaly v přístavech jako záloha a síla, která byla schopna ohrozit a potopit nepřátelské bitevní lodě při větším výpadu. Vázaly také v oblasti značné síly protivníka (italské, francouzské loďstvo a část britského). Jen občas byla použita jejich těžká děla, většinou na ostřelování pozemních cílů, jako byly například dopravní uzly, přístavy a ostrovy. Tyto akce ale většinou podnikaly křižníky a torpédoborce.
Tegetthoff, Viribus Unitis a Prinz Eugen se zúčastnily rakousko-uherského výpadu proti východnímu pobřeží Itálie, ke kterému došlo 24. května 1915, hned následující den po italském vstupu do války. Všechny tři lodě ostřelovaly a vážně poškodily přístav Ancona.
Dne 10. června 1918 měly všechny čtyři dreadnoughty třídy Tegetthoff krýt rakousko-uherský výpad proti blokádě Otrantské úžiny. Při přesunu jednoho ze svazů poblíž ostrova Premuda potopil italský torpédový člun MAS 15 loď Szent István, a proto byla akce na poslední chvíli odvolána. Snadné potopení lodi bylo z velké části způsobeno nekvalitní stavbou v uherských loděnicích, které na taková plavidla postrádaly zkušenosti i kapacity.
Na samém sklonku války byla potopena také bitevní loď Viribus Unitis. Dne 1. listopadu 1918 do jejího kotviště na základně v Pule proniklo řiditelné torpédo Mignatta se dvěma italskými potápěči, kteří na její bok umístili minu. Zbývající plavidla si po válce rozebraly vítězné mocnosti. Prinz Eugen byl předán Francii, která jej odzbrojila a využívala jako cvičný cíl. Definitivně jej potopily 22. června 1922 francouzské bitevní lodě Bretagne, Jean Bart, Paris a France. Tegetthoff získala jako válečnou kořist Itálie. V letech 1924–1925 byl sešrotován v La Spezia.